# Pan Galo Plaza
Pour les articles homonymes, voir Plaza.
Le pan Galo Plaza est un pain sucré avec une garniture rouge sucrée, préparé en Équateur. Cette collation est nommée d'après Galo Plaza, président de l'Équateur entre 1948 et 1952, qui la consommait régulièrement lorsqu'il était en visite dans la ville de Guayaquil.

## Description
Il s'agit d'une pâte cuite au four à base de farine semblable au pan dulce, avec à l'intérieur une garniture sucrée de couleur rougeâtre. Autrefois faite à base de confiture de goyave, elle contient désormais des arômes et du colorant rouge.
Ce pain sucré est généralement consommé accompagné de café, de lait froid ou de boissons gazeuses.